# 芦岭站
芦岭站是一个京沪铁路和青芦铁路上的铁路车站，位于安徽省宿州市大泽乡镇龙王庙村，建于1942年，目前为三等站，邮政编码为234113。目前客运：办理旅客乘降；行李、包裹托运；货运：办理整车货物发到；危险货物仅办理农药、化肥发到。
原为龙王庙车站。1969年建成煤炭专用支线通往淮北矿务局芦岭煤矿，1983年建成朱仙庄煤矿铁路专用线，龙王庙车站改称芦岭车站。2009年车站停办客运业务。